# Gipfel (Großlage)
Gipfel ist eine der Großlagen an der Mosel mit knapp 1000 ha Anbaufläche. Die Großlage ist Teil des Bereichs Obermosel und umfasst die Rebflächen der Gemeinden Kirf, Merzkirchen, Nittel, Oberbillig, Onsdorf, Palzem, Tawern, Temmels, Wasserliesch, Wasserliesch, Wellen und Wincheringen. Der Name dieser Großlage stammt von dem Nitteler Hausberg namens Gipfel, der auch Bestandteil des Nitteler Wappens ist. Drei der 20 Einzellagen mit insgesamt etwa 80 ha haben keine besondere Bezeichnung und sind einzellagenfrei.
Das Geländeprofil ist hügelig, aber nicht steil. Die Bodenbeschaffenheit ist durchlässiger Kalk-Verwitterungsboden. Der Charakter der hier angebauten Weißweine wird als „lebendig, rassig, anregend, erfrischend und leicht bekömmlich“ beschrieben. Früher wurde hier zu 95 % Elbling angebaut, die übliche Diversifizierung deutscher Winzer wird heute eher den Kundenwünschen gerecht, die eine größere Sortenvielfalt erwarten.
| Weinlagennr | Einzellage          | Gemeinde     | Größe in ha |
| ----------- | ------------------- | ------------ | ----------- |
| 420102      | Schleidberg         | Tawern       | 30          |
| 420104      | Kapellenberg        | Palzem       | 35          |
| 420105      | einzellagenfrei     | Kirf         |             |
| 420106      | Schloß Thorner Kupp | Palzem       | 40          |
| 420108      | Blümchen            | Nittel       | 44          |
| 420109      | Leiterchen          | Nittel       | 73          |
| 420110      | Rochusfels          | Nittel       | 126         |
| 420111      | Hirtengarten        | Oberbillig   | 48          |
| 420112      | Römerberg           | Oberbillig   | 38          |
| 420113      | Hubertusberg        | Nittel       | 23          |
| 420113      | Hubertusberg        | Onsdorf      | 23          |
| 420114      | Carlsfelsen         | Palzem       | 35          |
| 420115      | Lay                 | Palzem       | 60          |
| 420116      | einzellagenfrei     | Merzkirchen  |             |
| 420117      | Kapellenberg        | Nittel       | 140         |
| 420119      | einzellagenfrei     | Tawern       |             |
| 420121      | St. Georgshof       | Temmels      | 30          |
| 420122      | Albachtaler         | Wasserliesch | 25          |
| 420123      | Reinig auf der Burg | Wasserliesch | 10          |
| 420124      | Rosenberg           | Palzem       | 31          |
| 420125      | Altenberg           | Wellen       | 24          |
| 420126      | Burg Warsberg       | Wincheringen | 95          |